# Província de Jowzjan
La província de Jowzjan o Jōzjān és una divisió administrativa de primer nivell de l'Afganistan al nord del país. La capital és Sheberghan. La superfície és d'11.798 km² i la població el 2009 de 485.300 habitants sent la comunitat principal els uzbeks (40%) seguida dels turcmens (28%), paixtus (17%) i perses (12%). Aquesta província fou coneguda a l'edat mitjana com a Djuzdjan o Juzjan.

## Districtes

Districtes de Jowzjan.

| Districte     | Capital | Població | Àrea | Notes                                |
| ------------- | ------- | -------- | ---- | ------------------------------------ |
| Aqcha         |         |          |      | Sub-dividit el 2005                  |
| Darzab D      |         |          |      |                                      |
| Fayzabad      |         |          |      |                                      |
| Khamyab       |         |          |      |                                      |
| Khaniqa       |         |          |      | Creat el 2005 segregat d'Aqcha       |
| Khwaja Du koh |         |          |      |                                      |
| Mardyan       |         |          |      |                                      |
| Mingajik      |         |          |      |                                      |
| Qarqin        |         |          |      |                                      |
| Qush Tepa     |         |          |      | Creat el 2005 segregat de Shibirghan |
| Shibirghan    |         |          |      | Sub-dividit el 2005                  |